# 合浦县
合浦县，舊稱廉州，是中国广西壮族自治区北海市所辖的一个县，位于广西壮族自治区东南部。东南部与广东省廉江接壤，东北部与博白县相邻，南部东西临海，中部与北海市毗邻，西接钦州市，北部与浦北县交界。总面积2762平方公里，以汉族为主，有少量壮、苗等少数民族。
“合浦”意为江河汇集入海之处。而成語「合浦珠还」中「合浦」也是出自此縣。縣人民政府駐廉州鎮公園路81號。

## 历史
早在五千年前的新石器时代，合浦地区就有人类活动，在西沙坡新石器遗址曾发掘出肩石斧、石锛、石刀、夹砂红褐陶和灰褐陶等原始人类用具。
秦统一中国前，合浦称为“百越之地”。
秦始皇三十三年（前214年），秦军统一岭南，置南海、桂林、象郡。合浦属象郡辖地。
西汉元鼎六年（前111年），汉武帝平南越，划出南海、象郡交界处设置合浦郡，郡治徐闻（今广东省海康县地域），同时设合浦县。
三国吴黄武七年（228年）合浦郡改称珠官郡，不久复称合浦郡。
隋煬帝大業元年（605年）設置祿州，又併入合州。
唐貞觀八年（634年）合浦称廉州。
元至元十七年（1280年）改设廉州路。
明朝洪武元年（1368年）至清设廉州府，隶属广东省。

中華民國時期，合浦縣屬廣東省管轄

中华民国时期（1911年－1949年），合浦县先后隶属于广东省钦廉道、南区绥靖公署和第八区行政督察专员公署。
中华人民共和国时期：1949年12月中國人民解放軍進駐合浦县，仍属广东省。1951年5月10日将合浦县下辖的北海东镇、西镇、高德乡、涠洲乡划出设北海市。1952年划归广西。1955年划归广东。1965年再次划归广西，隶属于钦州专区。1987年7月合浦县改由北海市管辖。1988年3月被国务院批准为沿海开放县。1994年12月17日，合浦县的福成镇划归北海市银海区管辖；南康镇、营盘镇划归北海市铁山港区管辖。

## 自然环境

### 地理
西部为南流江冲积平原，同时也是广西壮族自治区最大的三角洲。北部和中部为丘陵地带。东部包括铁山港和周边的滨海平原。海拔100米以下的平原、台地和低丘陵地占全县总面积的92％。

### 气候
合浦县位于北回归线以南，属亚热带季风型海洋性气候区，日照较强，热量充足，雨量充沛，夏热冬暖，无霜期长。气候受季风环流控制，雨热同季。冬干夏湿，夏无酷暑，冬无严寒，盛行风向有明显的季节性转换。在沿海乡镇还有昼夜交替的海陆风出现。
1955-2007年统计，年平均日照总时数为1927.1小时，年均气温23.0℃，极端最高气温37.7℃，极端最低气温-0.8℃。年均降雨量1500－1800毫米，相对湿度75%以上。县境全年的风向北风最多，出现频率达20.7%。

### 动植物
合浦县境内有多种类型野生生态环境：山地、滩涂、浅海、丘陵、平原等，拥有众多珍稀野生动植物，包括：
- 儒艮
- 中华白海豚
- 文昌鱼
- 星格沙虫（俗称沙虫）
- 绿海龟
- 斑海馬[4]
- 普通野生稻[5]

目前合浦县境内设有两个国家级自然保护区：
- 合浦营盘港-英罗港儒艮国家级自然保护区
- 山口红树林生态国家级自然保护区：1990年9月经国务院批准建立的中国首批(5个)国家级海洋类型保护区之一。

## 行政区划
合浦縣下辖有14个鎮、1个鄉：
廉州镇、党江镇、西场镇、沙岗镇、乌家镇、闸口镇、公馆镇、白沙镇、山口镇、沙田镇、石湾镇、石康镇、常乐镇、星岛湖镇和曲樟乡。

## 人口
根據第七次人口普查數據，截至2020年11月1日零時，合浦縣常住人口為864193人。

## 教育

### 民國
在廣東省第八行政區時期，全縣中小學教育發達，省立廉州中學和第一（北海）中學早年畢業學生可以到省城、上海、南京、北平等等地升學。其中中學設立大致如下：
公立學校
- 省立廉州中學
- 縣立第一（北海）中學
- 縣立第二（福旺）中學
- 縣立第三（南康）中學
- 縣立第四（張黃）中學
- 縣立第五（公館）中學
- 縣立第六（石康）中學
- 县立第七（浦北寨圩）中学

私立學校
- 私立正诚初级中学（浦北小江）[註 1]
- 中华圣公会圣三一中学（北海）
- 私立文德初级中学（浦北平睦）
- 私立屯英初中（浦北旧州）
- 私立乾体中学（乾江）
- 私立旭初初级中学（北海）
- 私立润珠初级中学（西场镇）
- 私立东坡初级中学（廉州）
- 私立太邱中学（廉州）
- 私立高梁初级中学（北海）
- 私立海門中學

## 交通
经过合浦县境内的主要交通线：
- 南北高铁（南宁－北海）。
- 325国道（广州－南宁）。
- 209国道（呼和浩特－北海）。
- 兰海高速（G75（页面存档备份，存于），兰州－海口）。
- 玉铁高速公路（玉林－铁山港）
- 钦北铁路（钦州－北海）。
- 合湛铁路（合浦－湛江，规划中）。
- 玉合铁路（玉林－合浦，规划中）。

## 名胜古迹
- 全国重点文物保护单位
  - 合浦汉墓群
  - 大士阁
  - 草鞋村遗址
  - 大浪古城遗址
  - 惠爱桥

- 省级重点文物保护单位
  - 文昌塔
  - 东坡亭
  - 东坡井
  - 海角亭
  - 武圣宫

## 合浦珍珠
合浦自汉代起即为重要的天然珍珠产地，历朝历代皆专设官职，驻合浦监督采珠进贡。合浦东南部北部湾海域所产珍珠尺寸较大，色泽艳丽，是珍珠中的上品，称为“南珠”，合浦因此得名“南珠之乡”。
明朝人屈大均著《广东新语》载：

合浦珠名曰南珠，其出西洋者曰西珠，出东洋者曰东珠。东珠豆青白色，其光润不如西珠，西珠又不如南珠。南珠自雷、廉至交趾，千里间六池，出断望者上，次竹林，次杨梅，次平山，至汗泥为下，然皆美于洋珠。

合浦海域采集到的珍珠多出自马氏珍珠贝，这种贝多见于开敞的内海湾，在水温15―25℃间，水质清澈，水流平缓的泥砂底质上生活。
采集珍珠贝是十分危险的，清代张英等奉敕撰的《渊鉴类函》记载：

亷州府城東南有珠母海，海中有平江、懸梅、青嬰三池，池中有珠。每月明之夜，其光燭天，即古合浦珠也，人採珠者以長繩繫腰，攜竹籃入水拾蚌，置籃內，則振繩令舟人汲取之。不幸遇惡魚，一線血浮水面，則知人已葬魚腹矣。

近代，随着人工养殖珍珠技术的发展，合浦海域的天然珍珠采集业逐渐衰落。1958年，合浦营盘镇建立了中国第一个人工养殖海水珍珠基地，同年马氏珍珠贝人工插核育珠获得成功。但是随着日本、浙江等地的人工珍珠培育技术的不断进步，合浦南珠的一家独大已成为历史。近年来珍珠的功效得到了进一步挖掘，推出了珍珠粉、珍珠贝壳粉等产品。
合浦南珠是中国地理标志产品。

### 合浦珠還
南朝宋范晔著《后汉书·循吏传·孟尝》载：

（合浦）郡不产穀实，而海出珠宝，与交阯比境，常通商贩，贸籴粮食。先时宰守并多贪秽，诡人采求，不知纪极，珠遂渐徙于交阯郡界。于是行旅不至，人物无资，贫者饿死于道。尝到官，革易前敲，求民病利。曾未逾岁，去珠复还，百姓皆反其业，商货流通，称为神明。
孟尝合理开采珍珠的故事演化为成语“合浦珠還”，比喻失物复得或人去复还。